# Glenea quadrimaculata
Glenea quadrimaculata là một loài bọ cánh cứng trong họ Cerambycidae.